# Blödning
Blödning innebär att blodet genom något slags kärlskada har lämnat sin naturliga hemvist, blodkärlen. För att sortera ämnet vidare kan man till exempel dela upp det i vilken sorts kärl som är skadat och vilken vävnad blodet har läckt ut i. Betydelsen av blödningen skiljer sig markant beroende på dessa faktorer.

## Det blödande kärlet
En blödning från en artär är pulserande, medan en skada på en ven är rinnande. Eftersom det är tämligen lågt tryck i venerna kan man oftast stoppa blödningen genom att höja den skadade kroppsdelen. Artärerna har däremot högre tryck varför blödningar där ofta kräver ett manuellt tryck mot stället där det blöder eller längs kärlet proximalt om blödningen. Vid större skador blöder det dock ofta både från vener och artärer, varför det behövs någon form av tryck, såsom ett tryckförband. Artärer har i sin vägg små muskler vilket gör att om en artär skadas så kan den själv dra ihop sig en del och därmed minska blödningen. Vener har inte någon sådan förmåga.

## Blödningens orsak
Att en skärskada eller skottskada skapar en blödning är uppbenbart, men även trubbigt våld (såsom trafikolyckor) kan orsaka blödningar genom att det uppstår slitkrafter i vävnader så att kärl tänjs ut mer än de tål. Det kan även finnas en tidigare svaghet (aneurysm) i något blodkärl som spricker om blodtrycket skulle bli för högt.

## Blödningens lokalisation
En blödning genom huden (om man skär sig till exempel) läcker ju ut ur kroppen och orsakar ingen vidare skada så länge inte den förlorade blodvolymen blir stor. En blödning just under huden yttrar sig i en svullnad och ett blåmärke. En blödning i de inre organen är lömska eftersom de ofta kan blöda mycket utan att det syns utanpå, till exempel en skada på mjälten eller levern då det blöder ut i bukhålan, eller en lungskada med blödning ut i lungsäcken.
Även mindre blödningar som uppstår inne i kroppen kan vara allvarliga om de uppstår på känsliga ställen. Till exempel kan en blödning i ryggen trycka på ryggmärgen så att denna skadas; en blödning på halsen kan trycka på luftstrupen och struphuvudet och därigenom orsaka andningssvårigheter; en något större blödning i ett ben eller en arm kan orsaka tryck på nerver som passerar förbi så att man drabbas av en nervskada (så kallat Kompartmentsyndrom). En blödning inne i skallen är särskilt svår eftersom skallbenet utgör en oeftergivlig gräns för blödningen. I stället för att svullna utåt så ökar trycket inne i skallen vilket kan orsaka medvetslöshet och till slut död.

## Blödningens förlopp
En blödning aktiverar flera olika processer i kroppen - sammanfattat såsom hemostas - för att stoppa blödningen. I efterförloppet bryter kroppen ner det blod som har läckt ut varpå hemoglobinet ombildas till bilirubin och detta orsakar den typiska färgskiftningen från blått till gult.